# Only God Forgives
Only God Forgives är en dansk-fransk film från 2013 regisserad och skriven av Nicolas Winding Refn. Filmen är inspirerad av och tillägnad Refns mentor Alejandro Jodorowsky. Nicolas Winding Refn har beskrivit filmen som "en film om en polis som tror han är Gud, och en man som letar efter en religion att följa". Ryan Gosling har sagt att manuset till Only God Forgives var det märkligaste han någonsin läst.

## Handling
Julian och hans bror Billy driver en kick-boxningsklubb i Thailand som täckmantel för en knarkring. En natt mördar Billy en minderårig prostituerad och tillfångatas av en my(s)tisk före detta polis vid namn Chang. Chang låter flickans far mörda Billy men hugger sedan av faderns hand för att han lät dottern bli prostituerad. Julians mor Crystal anländer till Thailand och kräver att Julian hämnas sin brors död.

## I rollerna
- Ryan Gosling som Julian
- Kristin Scott Thomas som Crystal, Julian och Billys mor
- Vithaya Pansringarm som Chang, en pensionerad polis som ses som Gud av poliskåren
- Yayaying Rhatha Phongam som Mai, en prostituerad som Julian står nära
- Gordon Brown som Gordon, Julians förtrogne
- Tom Burke som Billy, Julians sinnessjuke bror
- Nophand Boonyai som Charlie, Julians torped
- Byron Gibson som Byron
- Kovit Wattanakul som Choi
- Sahajak Boonthanakit som Kim
- Pitchawat Petchayahon som Phaiban
- Charlie Ruedpokanon som Daeng[4]